# ラモン・ミラー
ラモン・サロモン・ミラー（Ramon Salomon Miller、1987年2月17日 ‐ ）は、バハマ・ナッソー出身の陸上競技選手。専門は短距離走。自己ベストは300mが元バハマ記録の32秒40、400mが44秒87。2012年ロンドンオリンピック男子4×400mリレーの金メダリストである。

## 経歴
2008年8月、北京オリンピックでオリンピック初出場を果たすと、男子4×400mリレー予選でバハマチーム（マイケル・マシュー、アバード・モンカー、ミラー、アンドレ・ウィリアムズ）の3走を務め、2分59秒88の組2着（全体2位）で決勝進出に貢献。バハマは決勝で2位に入り、予選だけに出場したミラーも銀メダルを獲得した。
2009年8月、ベルリン世界選手権で世界選手権初出場を果たすと、男子400mの予選を45秒00の自己ベスト（当時）で通過し、準決勝では自身初の44秒台となる44秒99をマークするも、組5着（全体10位）に終わり決勝進出を逃した。
2012年8月、ロンドンオリンピックで2大会連続のオリンピック出場を果たすと、初出場の男子400mは準決勝まで進出した。男子4×400mリレーではバハマチーム（クリス・ブラウン、デメトリウス・ピンダー、マイケル・マシュー、ミラー）のアンカーを務めて金メダル獲得に貢献。オリンピックの4×400mリレーではバハマ史上初の金メダル獲得となった。
2013年7月17日、ラハティゲームズ（Lahti Games）男子300mで32秒40のバハマ記録（当時）を樹立した。
2013年8月、モスクワ世界選手権の男子400m予選でハムストリングスを痛め敗退した。
2014年5月、地元バハマで開催された世界リレーの男子4×400m予選で負傷。左足の小指を骨折し、9月までトレーニングをすることができなかった。
2015年8月、北京世界選手権の男子4×400mリレー予選でバハマチーム（Steven Gardiner、マイケル・マシュー、Alonzo Russell、ミラー）のアンカーを務めた。バハマチームは当初組2着でゴールして決勝進出を決めたかと思われたが、2走のマイケル・マシューがレーン侵害をしたとして失格になった。

## 自己ベスト
記録欄の（　）内の数字は風速（m/s）で、+は追い風、-は向かい風を意味する。
| 種目 | 記録           | 年月日        | 場所           | 備考           |
| 屋外 | 屋外           | 屋外          | 屋外           | 屋外           |
| ---- | -------------- | ------------- | -------------- | -------------- |
| 200m | 20秒50 (-0.9)  | 2012年5月27日 | タンパ         |                |
| 200m | 20秒29w (+3.3) | 2012年4月6日  | ゲインズビル   | 追い風参考記録 |
| 300m | 32秒40         | 2013年7月17日 | ラハティ       | 元バハマ記録   |
| 400m | 44秒87         | 2012年6月23日 | ナッソー       |                |
| 室内 |                |               |                |                |
| 400m | 46秒55         | 2014年2月8日  | バーミングハム |                |

## 主要大会成績
備考欄の記録は当時のもの
| 年   | 大会                              | 場所               | 種目    | 結果   | 記録            | 備考       |
| ---- | --------------------------------- | ------------------ | ------- | ------ | --------------- | ---------- |
| 2003 | カリフタゲームズ (en) (U17)       | ポートオブスペイン | 800m    | 予選   | 2分09秒82       |            |
| 2003 | カリフタゲームズ (en) (U17)       | ポートオブスペイン | 1500m   | 9位    | 4分36秒00       |            |
| 2005 | カリフタゲームズ (en) (U20)       | バコレット         | 800m    | 優勝   | 1分54秒53       |            |
| 2005 | カリフタゲームズ (en) (U20)       | バコレット         | 1500m   | 8位    | 4分13秒41       |            |
| 2005 | 中米カリブ選手権 (en)             | ナッソー           | 800m    | 予選   | 1分55秒90       |            |
| 2005 | パンアメリカンジュニア選手権 (en) | ウィンザー         | 800m    | 予選   | 1分52秒27       |            |
| 2005 | パンアメリカンジュニア選手権 (en) | ウィンザー         | 4x400mR | 4位    | 3分14秒71 (4走) |            |
| 2006 | 中米カリブジュニア選手権 (en)     | ポートオブスペイン | 400m    | 4位    | 46秒55          |            |
| 2006 | 中米カリブジュニア選手権 (en)     | ポートオブスペイン | 4x400mR | 3位    | 3分09秒09 (2走) |            |
| 2006 | 世界ジュニア選手権                | 北京               | 4x400mR | 予選   | 3分10秒71 (4走) |            |
| 2008 | 中米カリブ選手権 (en)             | カリ               | 4x400mR | 2位    | 3分02秒48 (1走) |            |
| 2008 | 北中米カリブU23選手権 (en)        | トルーカ           | 400m    | 予選   | 48秒78          |            |
| 2008 | オリンピック                      | 北京               | 4x400mR | 予選   | 2分59秒88 (3走) | 決勝進出   |
| 2009 | 中米カリブ選手権 (en)             | ハバナ             | 4x400mR | 4位    | 3分05秒00 (4走) |            |
| 2009 | 世界選手権                        | ベルリン           | 400m    | 準決勝 | 44秒99          |            |
| 2009 | 世界選手権                        | ベルリン           | 4x400mR | 予選   | DQ (1走)        |            |
| 2010 | 英連邦競技大会 (en)               | デリー             | 400m    | 3位    | 45秒55          |            |
| 2010 | 英連邦競技大会 (en)               | デリー             | 4x400mR | 4位    | 3分04秒35 (4走) |            |
| 2011 | 中米カリブ選手権 (en)             | マヤグエス         | 400m    | 2位    | 45秒56          |            |
| 2011 | 中米カリブ選手権 (en)             | マヤグエス         | 4x400mR | 優勝   | 3分01秒33 (4走) |            |
| 2011 | 世界選手権                        | 大邱               | 400m    | 準決勝 | 44秒99          |            |
| 2011 | 世界選手権                        | 大邱               | 4x400mR | 予選   | 3分01秒54 (1走) |            |
| 2011 | パンアメリカン競技大会 (en)       | グアダラハラ       | 400m    | 3位    | 45秒01          |            |
| 2012 | オリンピック                      | ロンドン           | 400m    | 準決勝 | 45秒11          |            |
| 2012 | オリンピック                      | ロンドン           | 4x400mR | 優勝   | 2分56秒72 (4走) | バハマ記録 |
| 2013 | 世界選手権                        | モスクワ           | 400m    | 予選   | 47秒53          |            |
| 2014 | 世界室内選手権                    | ソポト             | 4x400mR | 予選   | 3分09秒79 (1走) |            |
| 2014 | 世界リレー (en)                   | ナッソー           | 4x400mR | 予選   | 3分00秒30 (2走) | 決勝進出   |
| 2015 | 世界リレー (en)                   | ナッソー           | 4x400mR | 2位    | 2分58秒91 (1走) |            |
| 2015 | パンアメリカン競技大会 (en)       | トロント           | 400m    | 予選   | 48秒54          |            |
| 2015 | 北中米カリブ選手権 (en)           | サンホセ           | 4x400mR | 2位    | 3分00秒53 (4走) |            |
| 2015 | 世界選手権                        | 北京               | 4x400mR | 予選   | DQ (4走)        |            |
| 2017 | 世界選手権                        | ロンドン           | 4x400mR | 予選   | 3分03秒04 (4走) |            |
| 2018 | 英連邦競技大会 (en)               | ゴールドコースト   | 4x400mR | 予選   | 3分04秒62 (4走) | 決勝進出   |